# Tour della nazionale maschile di rugby a 15 dell'Australia 1991
In vista della Coppa del Mondo di rugby 1991 nel quadro dei match per la Bledisloe Cup 1991, l'Australia si reca in Nuova Zelanda, per il match "di ritorno" dopo la vittoria del match di andata. Dopo un match di riscaldamento, i "Wallabies" perdono il test contro i neozelandesi che conservano così il trofeo. I "wallabies" avranno modo di rifarsi alla "Coppa del Mondo"

## Risultati
| Pukeoke 20 agosto 1991 | Counties | 0 – 12 | Australia XV |  |

| Arbitro: | Ken McCartney |

| |            | |
| Fox 2 | c.p.       | Lynagh |
| 15.Terry Wright, 14.John Kirwan, 13.Craig Innes, 12.Bernie McCahill, 11.John Timu, 10.Grant Fox, 9.Graeme Bachop, 8.Zinzan Brooke, 7.Michael Jones, 6.Mark Carter, 5.Gary Whetton 8cap), 4.Ian Jones, 3.Richard Loe, 2.Sean Fitzpatrick, 1.Steve McDowell | Formazioni | 15.Marty Roebuck, 14.David Campese, 13.Tim Horan, 12.Jason Little, 11.Bob Egerton, 10.Michael Lynagh, 9.Nick Farr-Jones (cap), 8.Troy Coker, 7.Simon Poidevin, 6.Willie Ofahengaue, 5.John Eales, 4.Rod McCall, 3.Ewen McKenzie, 2.Phil Kearns, 1.Tony Daly |